# Phil Zevenbergen
Phillip John Zevenbergen, detto Phil (Seattle, 13 aprile 1964), è un ex cestista statunitense, professionista nella NBA e in Europa.

## Carriera
È stato selezionato dai San Antonio Spurs al terzo giro del Draft NBA 1987 (50ª scelta assoluta).